# Cerastium gracile
Cerastium gracile là loài thực vật có hoa thuộc họ Cẩm chướng. Loài này được Dufour mô tả khoa học đầu tiên năm 1829.